# Hagstofa Íslands
Hagstofa Íslands (inglese: Statistics Iceland) è il maggiore istituto di statistica in Islanda. Fondato nel 1914, impiegava 158 persone nel 2009. Il direttore generale è Ólafur Hjálmarsson.